# 少林傳人
《少林傳人》是1983年邵氏出品，著名武術指導唐佳的導演處女作，也是他一生中僅有的三部導演作品之一，狄龍、爾冬陞、白彪主演，黃培基、元彬、元華、李海生、江全，加上唐佳自己共六大武指聯合設計動作。唐佳擅於設計兵器和群鬥，比如九王爺那頂可以當武器的坐轎、屢見不鮮又能屢出新意的羅漢陣、還有諧趣的練功橋段。

## 劇情簡介
九王爺謀朝篡位，皇帝見大勢已去，令兩名侍衛李正、谷龍各抱一太子殺出重圍，李正送大太子和傳國玉璽到少林寺即傷重而死，大太子被三個癲和尚扶養長大，法號道行，並習得少林易筋經。二太子被谷龍送往丞相府，丞相認為義子，更名王子泰，拜谷龍為師。王子泰為打敗武功高強的九王爺，前往少林寺借閱易筋經，途遇道行，二人一見如故。不料九王爺早已收買寺中兩位僧人──道空和悟仁，打算伺機害死道行和王子泰，幸好道行的三位師父搭救，二人才得以逃出少林。王子泰見道行身懷易筋經絕技，邀他前往京城一同對付九王爺，但九王爺已經殺了丞相一家，傷重的丞相見到道行身上的傳國玉璽，認出他是大太子，兄弟相認，二人聯手打敗九王爺。

## 演員表
| \| 演員 \| 角色 \| 粵語配音 \| \| ------ \| ------------------ \| -------- \| \| 狄龍 \| 道行（大皇子） \| 朱子聰 \| \| 爾冬陞 \| 王子泰（二皇子） \| 林保全 \| \| 白彪 \| 九王爺 \| 楊捷康 \| \| 顧冠忠 \| 傀儡皇帝 \| 盧傑群 \| \| 谷峰 \| 王丞相(王子泰養父) \| 金貴 \| \| 陳國權 \| 悟知和尚 \| 金貴 \| \| 林輝煌 \| 悟明和尚 \| 盧傑群 \| \| 魚頭雲 \| 悟理和尚 \| 賈鳳梧 \| \| 李海生 \| 道空和尚 \| 陳永信 \| \| 徐錦江 \| 悟仁和尚 \| 賈鳳梧 \| \| 唐佳 \| 羅漢堂堂主 \| 丁羽 \| \| 詹森 \| 少林方丈 \| 楊捷康 \| \| 關峰 \| 谷龍（御前待衛） \| 丁羽 \| \| 元華 \| 李正（御前侍衛） \| 朱子聰 \| \| 艾飛 \| 皇帝 \| \| \| 江島 \| 火將 \| 賈鳳梧 \| \| 元彬 \| 水將 \| 鄧榮銾 \| \| 劉玉璞 \| 夏素琴 \| 盧素娟 \| \| 沈勞 \| 夏老爺 \| 楊捷康 \| \| 黃培基 \| 殺入皇宮的將軍 \| \| \| 楊志卿 \| 泰安客棧掌櫃 \| 金貴 \| - 香港影庫上《少林傳人》的資料（繁體中文） - 開眼電影網上《少林傳人》的資料（繁體中文） - 时光网上《少林傳人》的資料（简体中文） - 豆瓣电影上《少林傳人》的資料 （简体中文） - 爛番茄上《少林傳人》的資料（英文） - AllMovie上《少林傳人》的资料（英文） - 互联网电影数据库（IMDb）上《少林傳人》的资料（英文） |                    |          |
| 演員 | 角色               | 粵語配音 |
| 狄龍 | 道行（大皇子）     | 朱子聰   |
| 爾冬陞 | 王子泰（二皇子）   | 林保全   |
| 白彪 | 九王爺             | 楊捷康   |
| 顧冠忠 | 傀儡皇帝           | 盧傑群   |
| 谷峰 | 王丞相(王子泰養父) | 金貴     |
| 陳國權 | 悟知和尚           | 金貴     |
| 林輝煌 | 悟明和尚           | 盧傑群   |
| 魚頭雲 | 悟理和尚           | 賈鳳梧   |
| 李海生 | 道空和尚           | 陳永信   |
| 徐錦江 | 悟仁和尚           | 賈鳳梧   |
| 唐佳 | 羅漢堂堂主         | 丁羽     |
| 詹森 | 少林方丈           | 楊捷康   |
| 關峰 | 谷龍（御前待衛）   | 丁羽     |
| 元華 | 李正（御前侍衛）   | 朱子聰   |
| 艾飛 | 皇帝               |          |
| 江島 | 火將               | 賈鳳梧   |
| 元彬 | 水將               | 鄧榮銾   |
| 劉玉璞 | 夏素琴             | 盧素娟   |
| 沈勞 | 夏老爺             | 楊捷康   |
| 黃培基 | 殺入皇宮的將軍     |          |
| 楊志卿 | 泰安客棧掌櫃       | 金貴     |